# Orchis de Traunsteiner
Dactylorhiza traunsteineri
Espèce
Classification phylogénétique
Statut CITES
L'Orchis de Traunsteiner (Dactylorhiza traunsteineri) est une espèce de plantes à fleurs de la famille des Orchidaceae. C'est une plante herbacée vivace originaire d'Eurasie.

## Description
Feuilles étroites, dressées à étalées ; inflorescence pauciflore ; floraison de mai à juillet (août).

## Distribution
Eurasiatique : Europe et Sibérie ; en France : dans la moitié est. Altitude jusqu'à 2 000 m.

## Protection
Cette espèce est protégée notamment en Champagne-Ardenne, en Alsace, en Lorraine et en Franche-Comté.